# Vejby Strand
Vejby Strand is een plaats in de Deense regio Hovedstaden, gemeente Gribskov, en telt 277 inwoners (2007).